# شيموس كوستيلو
شيموس كوستيلو (بالإنجليزية: Seamus Costello)‏ هو سياسي أيرلندي، ولد في 1939 في جمهورية أيرلندا، وتوفي في 5 أكتوبر 1977 في جمهورية أيرلندا. حزبياً، نشط في الحزب الجمهوري الاشتراكي الأيرلندي ‏.